# Kinki Sharyo
The Kinki Sharyo Co., Ltd. (近畿車輛株式会社, Kinki Sharyō Kabushiki-gaisha) ( 車輛 株式会社 ,   Kinki Sharyō Kabushiki-gaisha ), également connu sous le nom de Kinkisharyo (en un mot et sans espace), est un fabricant japonais de véhicules ferroviaires basé à Higashiosaka. Société affiliée de Kintetsu Corporation, elle existe depuis 1920 sous le nom de Tanaka Rolling Stock Works et a été renommée The Kinki Sharyo Co., Ltd en 1945. Elle produit des véhicules légers sur rail utilisés par un certain nombre d'agences de transport. Kinkisharyo est coté à la Bourse de Tokyo sous le code TSE : 7122.

## Clients

### Amérique du Nord

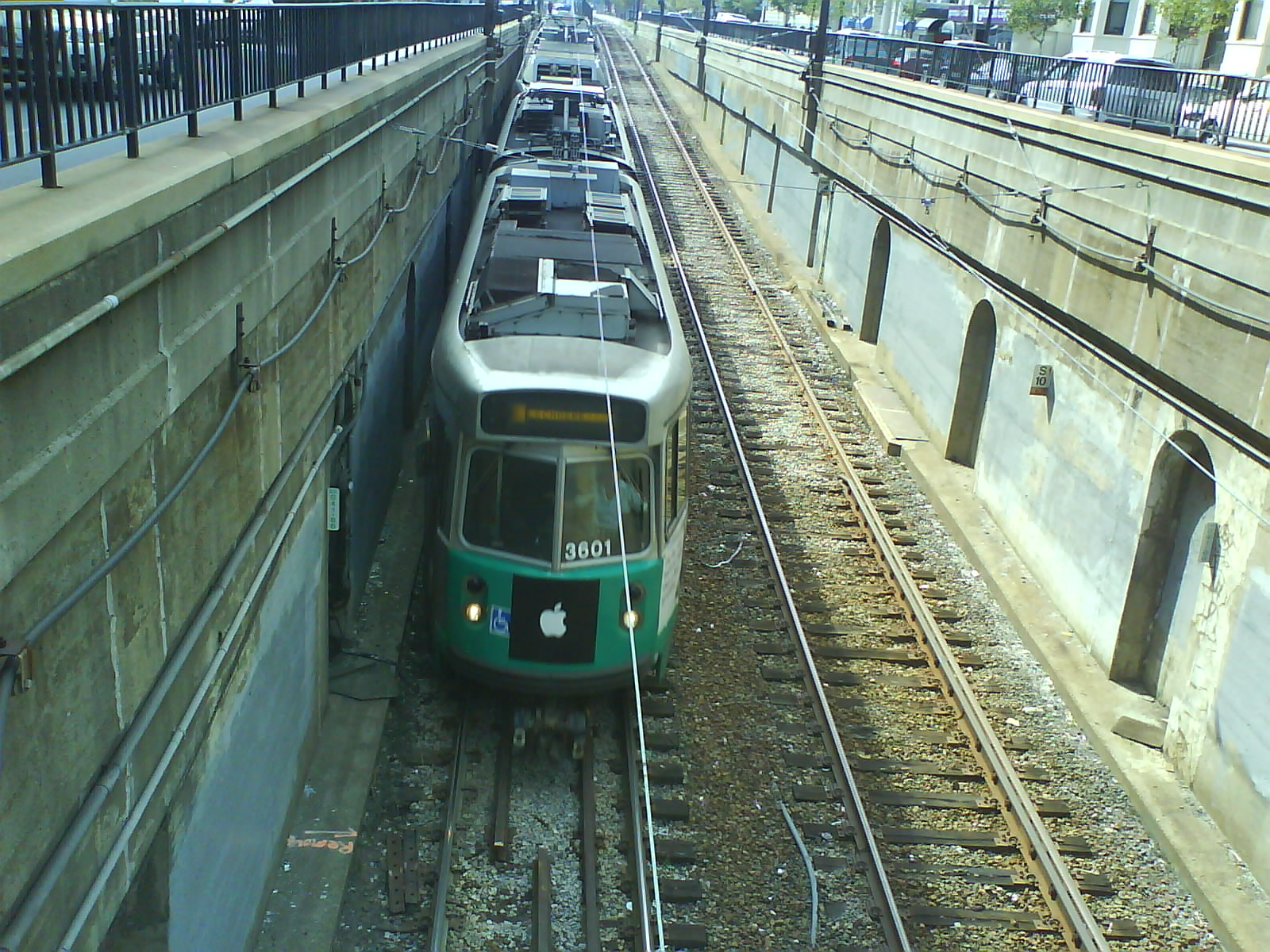
Tramway Kinki Sharyo Type 7 sur la MBTA Green Line (Boston, MA)

- la Ligne verte du métro de Boston
- les lignes de métro Blue, Expo, Gold et Green de Los Angeles[1].
- le Métro léger Hudson-Bergen et le Métro léger de Newark dans le New Jersey
- le Métro léger de San José (Californie)
- le Métro léger de Phoenix (Arizona)
- la ligne Central Link de Seattle[2]
- le Métro léger de Dallas (Texas)

### Japon
- Japan Railways
- Kintetsu Corporation
- Hanshin Electric Railway
- Nankai Electric Railway
- Ōsaka Metro
- Métro de Sendai

### Ailleurs en Asie
- Métro de Dubaï (Émirats arabes unis)
- Kowloon-Canton Railway (Hong Kong) (fusionné avec le Métro de Hong Kong en 2007.)

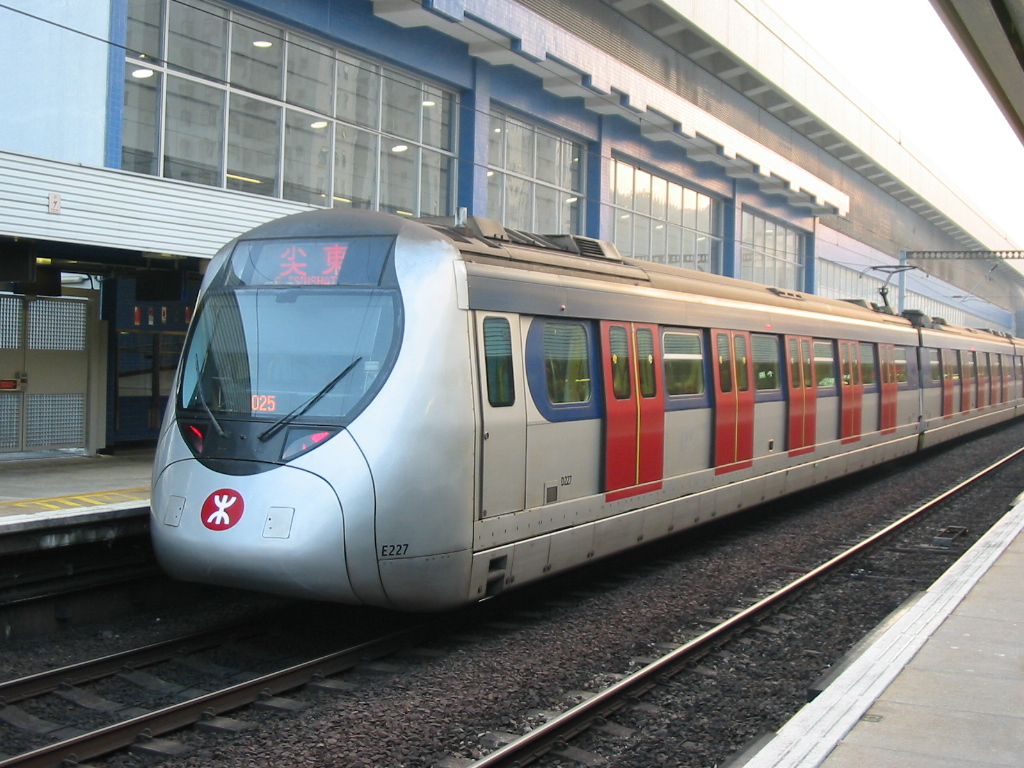
Hong Kong KCRC MTR SP1900

- - Autocars à deux niveaux de première classe T1 et T2 pour le Guangdong Through Train, également appelé KTT .
  - SP1900 / 1950 UEM      . 
    - Chariots supplémentaires SP1000 / 1950 pour la liaison Sha Tin to Central, commandés en 2014[3]
- Ligne 1 du système de train léger sur rail de Manille (Philippines) (conjointement avec Nippon Sharyo) 
  - Classe 1200 LRV
- métro de Doha (Qatar)
- Métro de Singapour

### Ailleurs dans le monde
- le Métro du Caire (Égypte)
- Les autocars Trans-Australian Express[4]
- le Tramway d'Alexandrie (Égypte)